# Radiomagnetofon

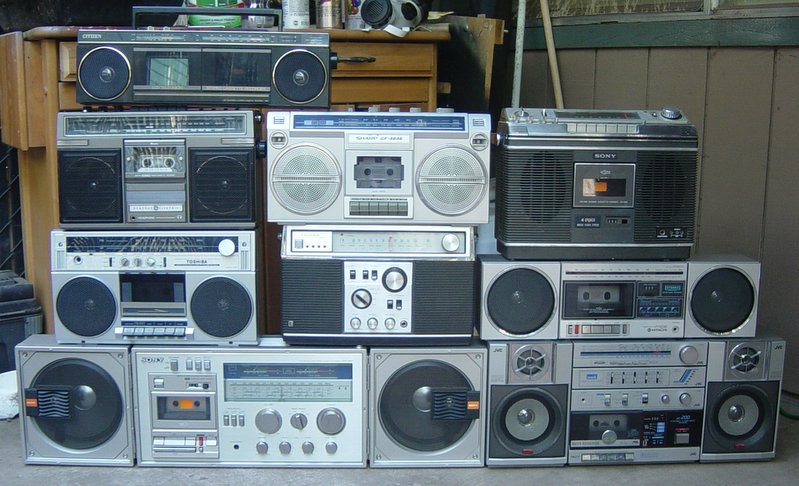
Przykłady radiomagnetofonów stereofonicznych

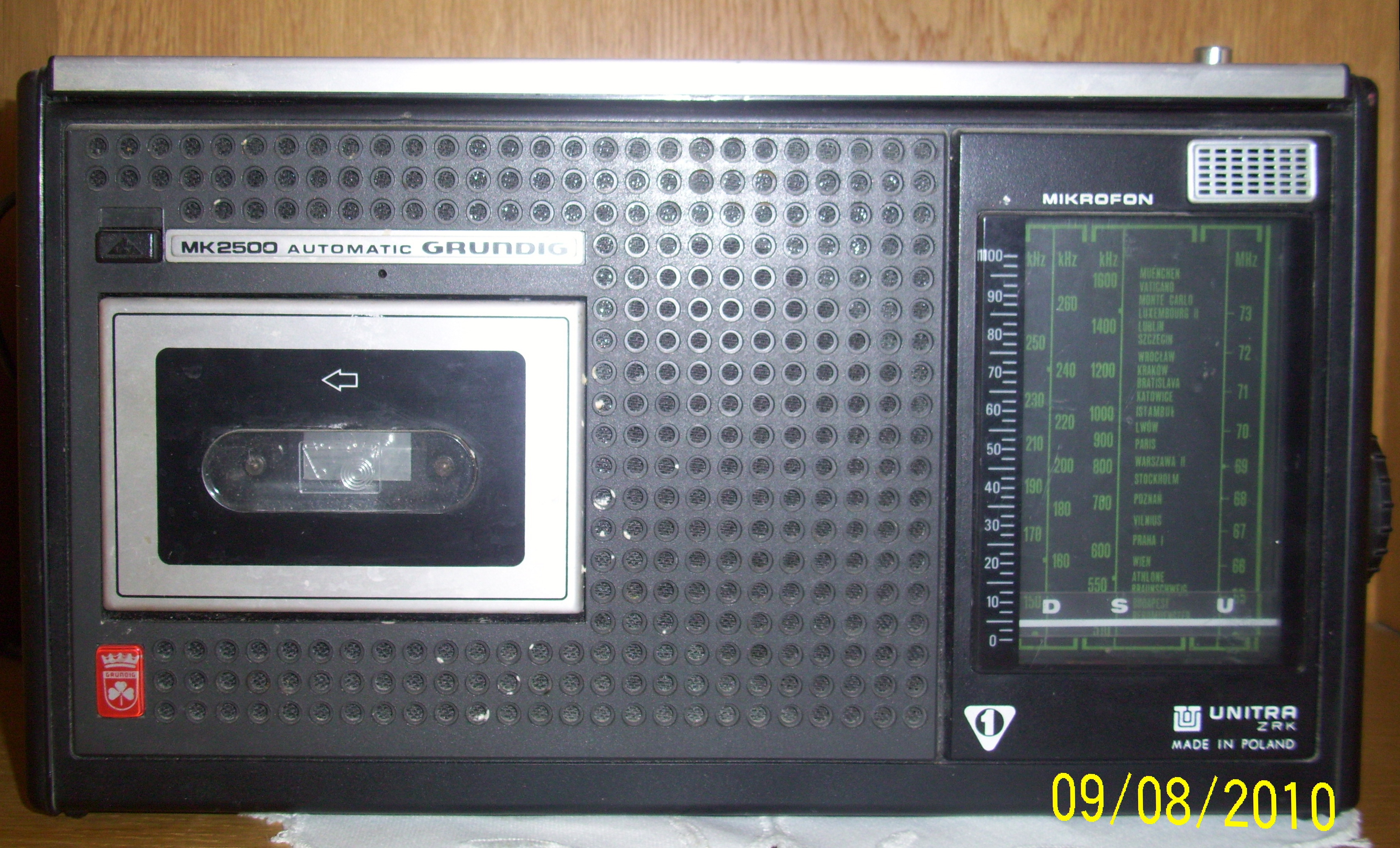
Polski radiomagnetofon z lat 70. XX wieku – MK 2500 na licencji niemieckiej firmy Grundig

Radiomagnetofon – przenośny sprzęt muzyczny, zasilany z baterii lub sieci elektroenergetycznej. Zawiera prosty magnetofon kasetowy, tuner radiowy, wzmacniacz i głośniki. Zwykle posiada też wbudowany mikrofon do rejestrowania dźwięku oraz gniazdo do podłączania urządzeń zewnętrznych (dodatkowe źródło dźwięku, wzmacniacz). W drugiej połowie lat 80. i na początku 90. XX wieku bardzo popularne stały się radiomagnetofony dwukasetowe. Umożliwiały one kopiowanie tego bardzo wtenczas popularnego nośnika, jakim była kaseta magnetofonowa. W zależności od stopnia zaawansowania konstrukcji, wykonywały to zadanie z różną jakością; umożliwiały też tworzenie kopii z prędkością standardową lub podwojoną. Bardziej zaawansowane radiomagnetofony wyposażane były ponadto w dodatkowe układy poprawiające odsłuch – układy podbicia niskich tonów (np. X-Bass Sharp, Surround – Super Stereo w sprzęcie produkcji ZRK). Zdarzały się także rozwiązania podnoszące walory użytkowe – przykładem jest układ „Radio sen” stosowany w radiomagnetofonach ZRK; odbiornik radiowy pracował do momentu zakończenia się kasety – był to swoisty wyłącznik czasowy. Klasyczne radiomagnetofony były popularne w latach 70., 80. i 90. XX wieku, do czasu upowszechnienia się odtwarzaczy płyt CD. Rola magnetofonu stopniowo malała, aż do całkowitej rezygnacji z jego stosowania - w rezultacie rozpowszechniania się muzyki cyfrowej zaczęto wyposażać sprzęt w złącza USB i możliwość odtwarzania plików MP3.

## Wybrane popularne modele
- RM-222 produkcji Unitra ZRK,
- RM-405 „Marta” produkcji Unitra-Eltra,
- C-3200 produkcji Grundig,
- RM803S „Daria” produkcji Unitra-Lubartów.